# Route nationale 424
Pour les articles homonymes, voir Route 424.
La route nationale 424, ou RN 424, est une ancienne route nationale française qui se détachait de la RN 59bis au col de la Chipotte et rejoignait la frontière allemande à l'usine EDF de Marckolsheim.
À la suite de la réforme de 1972, la RN 424 a été déclassée en RD 424.

## Tracé

### Du col de la Chipotte à Villé
- Étival-Clairefontaine où elle croisait la RN 59 (km 0)
- Moyenmoutier (km 12)
- Senones (km 18)
- Belval (km 25)
- Saint-Blaise-la-Roche où elle croisait la RN 420 (km 35)
- Colroy-la-Roche (km 37)
- Ranrupt (km 42)
- Steige (km 46)
- Maisonsgoutte (km 48)
- Saint-Martin (km 50)
- Villé (km 52)

### De Villé à Sélestat
- Triembach-au-Val (km 53)
- Saint-Maurice (km 55)

La route rejoignait la RN 59 (actuellement RD 1059) au lieu-dit Val-de-Villé (commune de Châtenois) pour faire tronc commun jusqu'à Sélestat.

### De Sélestat à la frontière allemande
- Heidolsheim (km 76)
- Marckolsheim (km 80)
- Usine EDF / Frontière allemande (on passe la frontière par le barrage de Marckolsheim, km 86)